# Peyton Kennedy

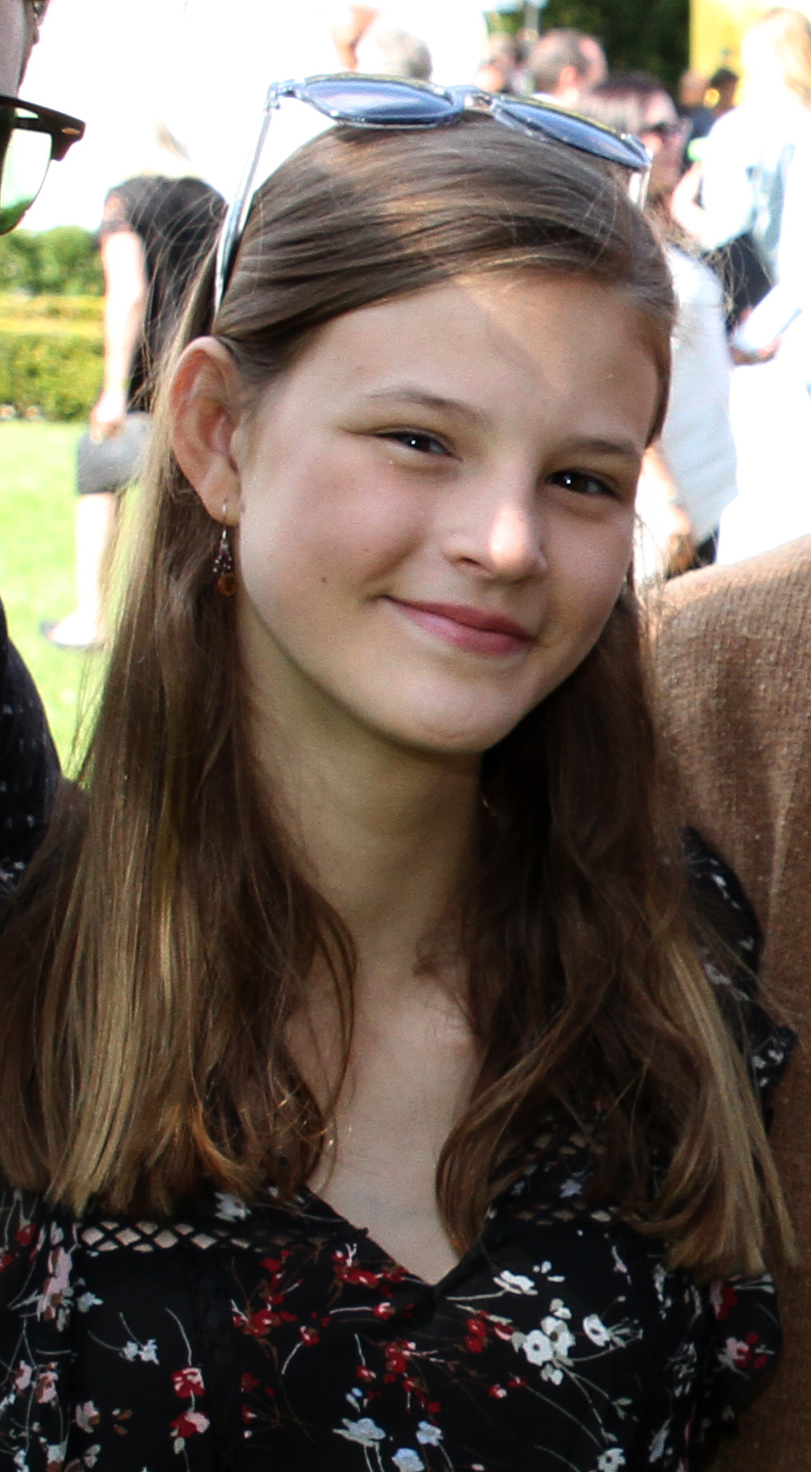
Peyton Kennedy, 2017

Peyton Kennedy (* 4. Januar 2004 in Toronto) ist eine kanadische Schauspielerin.

## Leben
Peyton Kennedy ist mit zwei Serienauftritten bekannt geworden. Zum einen durch die Netflix-Eigenproduktion Everything Sucks!, bei der sie das junge Mädchen Kate Messner spielte, das in die 10. Klasse der Highschool geht und sich in einer sexuellen Orientierungskrise befindet. Ihre andere bekannte Rolle ist die der Betty Nelson in der Fernsehserie Grey’s Anatomy. Hier muss sie mit 15 Jahren bereits ein Kind großziehen und lebt auf der Straße, wo sie mit Drogenproblemen kämpft.

## Filmografie (Auswahl)
- 2012: An Officer and a Murderer
- 2013: Copper – Justice is brutal (Copper, Fernsehserie, Episode 2x13)
- 2014: Hannibal (Fernsehserie, Episode 2x04)
- 2014: The Captive – Spurlos verschwunden (The Captive)
- 2014: Cut Bank – Kleine Morde unter Nachbarn (Cut Bank)
- 2014–2017: Odd Squad – Junge Agenten retten die Welt (Odd Squad, Fernsehserie, 28 Episoden)
- 2015: Between (Fernsehserie, 2 Episoden)
- 2015: Murdoch Mysteries (Fernsehserie, Weihnachtsspecial)
- 2016: American Fable
- 2016: Lavender
- 2016: Odd Squad: The Movie
- 2016: Killjoys (Fernsehserie, Episode 2x04)
- 2017: XX
- 2017: Taken – Die Zeit ist dein Feind (Taken, Fernsehserie, Episode 1x04)
- 2017: What The Night Can Do
- 2018: Everything Sucks! (Fernsehserie, 10 Episoden)
- 2018: Pond Life
- 2018–2019: Grey’s Anatomy (Fernsehserie, 12 Episoden)
- 2020: What the Night Can Do
- 2020: Borrasca (Fernsehserie, Episode 1x01)